# Leopoldine Kulka
Leopoldine Kulka (Viena, 31 de març del 1872 - 2 de gener del 1920) fou una escriptora i editora feminista austríaca. Com a directora de Neues Frauenleben (La nova vida de les dones) es relacionà amb dones d'estats combatents en el Congrés Internacional de Dones del 1915 a la Haia.

## Trajectòria

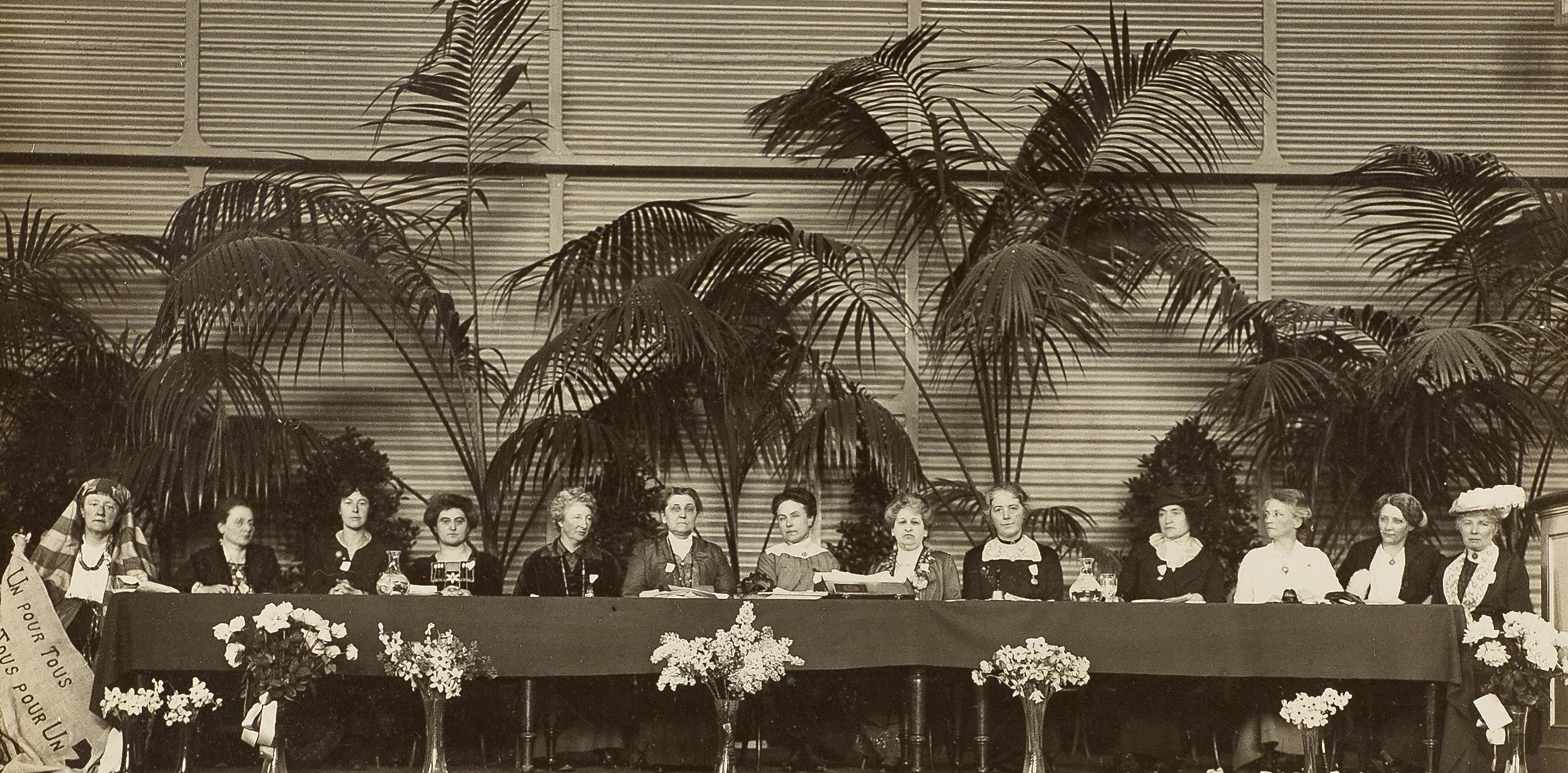
Congrés Internacional de Dones del 1915. D'esquerra a dreta: 1 Lucy Thoumaian - Armènia, 2 Leopoldine Kulka, 3 Laura Hughes - Canadà, 4 Rosika Schwimmer - Hongria, 5 Anita Augspurg - Alemanya, 6 Jane Addams - Estats Units, 7 Eugenie Hanner, 8 Aletta Jacobs - Països Baixos, 9 Chrystal Macmillan - Regne Unit, 10 Rosa Genoni - Itàlia, 11 Anna Kleman - Suècia, 12 Thora Daugaard - Dinamarca, 13 Louise Keilhau - Noruega

Kulka nasqué a Viena el 1872. Abans de complir els trenta anys, entrà en l'Associació General de Dones Austríaques. A principis de segle, també s'interessà per l'antibel·licisme. Va escriure en revistes polítiques per a dones. El 1902, Auguste Fickert fundà una revista austríaca, Neues Frauenleben, i després de la seua mort, al 1910, Kulka en fou directora al costat de Christine Touallion i Emil Fickert. El 1904, ella i Adele Gerber eren a Berlín per a ajudar a fundar l'Aliança Internacional per al Sufragi Femení.
El 1911, fou vicepresidenta de l'Associació General de Dones Austríaques. Al 1914, va ajudar a traduir a l'alemany Women and Labour, de l'escriptora sud-africana Olive Schreiner, que afirmava que les dones entenien el valor de la vida més que no els homes.
Tot i que es va debatre molt sobre el valor d'una conferència de pau de dones, la'n triaren delegada el 1915. Viatjà a la Haia, on representà a Àustria en el Congrés Internacional de Dones de la Haia. Malgrat realitzar-se durant la Primera Guerra Mundial, va aconseguir 1.000 signatures de suport. Ella i Olga Meser reberen el suport de la revista Neues Frauenleben. Al seu retorn, ambdues feren informes per a la revista sobre la conferència, assenyalant les dificultats que tingueren algunes delegades per a assistir-hi. La delegació britànica la reduí el Ministeri d'Afers Exteriors a 24 delegades i, de fet, només dues n'arribaren a la Haia. Itàlia només hi dugué una delegada, Rosa Genoni, que s'obstinà a assenyalar que no representava el seu país. Laura Hughes hi acudí des del Canadà per a representar el que llavors es deia "les colònies".
El 1917, dirigí la secció de la pau de l'Associació General de Dones Austríaques. El 1919, la guerra s'havia acabat i Kulka va consternar a la sociòloga feminista Jane Addams i altres delegades quan descrigué els efectes devastadors de la fam.
Kulka morí a Viena, al 1920.